# Villa Trowitzsch we Frankfurcie nad Odrą

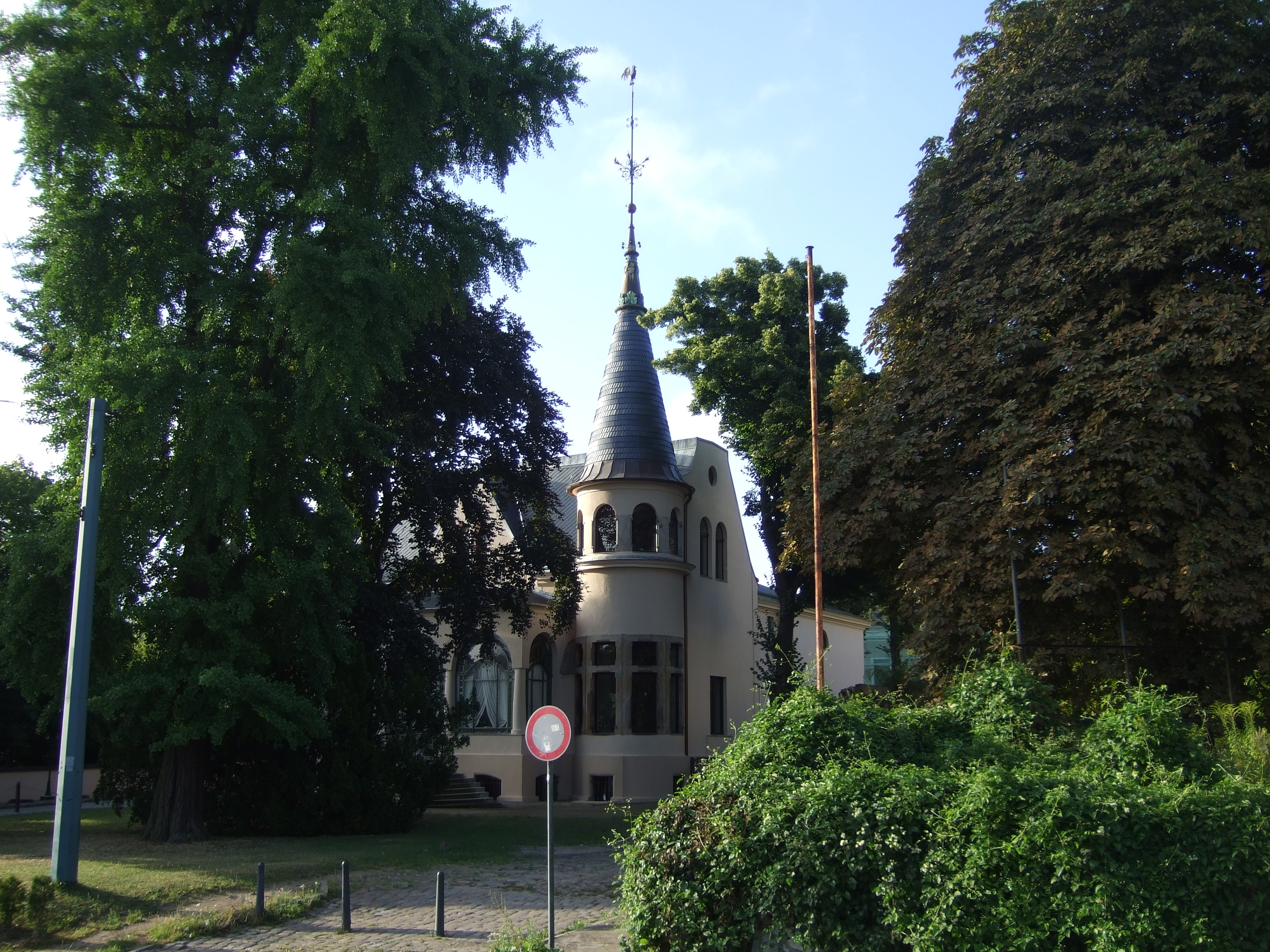
Villa Trowitzsch we Frankfurcie nad Odrą

Villa Trowitzsch – zabytkowy budynek przy Heilbronner Straße 19 w ścisłym centrum Frankfurtu nad Odrą.

## Historia
Została wzniesiona w latach 1887–1889 przez biuro architektoniczne: Atelier für Architektur Mahrenholz und Throniker .
Pierwszym właścicielem willi z charakterystyczną szpiczastą wieżą był Eugen Trowitzsch, właściciel miejscowej drukarni: Königlichen Hofbuchdruckerei Trowitsch & Sohn. Polecił on budowę budynku na terenie swojego zakładu o ówczesnym adresie Wilhelmsplatz 21.
Na początku lat 20. do budynku wprowadziło się małżeństwo Hahn, które urządziło w nim praktykę lekarską (Hahn zmarł w 1972, jego żona Hedwig Hahn z domu Trowitsch mieszkała pod tym adresem aż do śmierci w 1980).
Przejściowo siedziba Galerie Junge Kunst, która jednak już w 2003 przeniosła się do ratusza.
Obecnie Villa Trowitzsch jest siedzibą kilku prywatnych biur, m.in. kancelarii adwokackiej.